# N.W.A (ヒップホップグループ)
N.W.A（エヌ・ダブリュ・エー）は、1986年にアメリカのカリフォルニア州コンプトンで結成された、ヒップホップグループである。名称はNiggaz Wit Attitudes（偉そうな態度の黒人たち）の略。

## キャリア

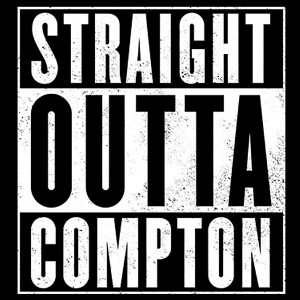
Straight Outta Comptonのロゴ

西海岸ギャングスタ・ラップの草分けであり、メンバーのそれぞれがラッパー、DJ、音楽プロデューサー、俳優、映画監督などで活躍している。ドクター・ドレーは、もともとはロンゾらと「ワールド・クラス・レッキン・クルー」というグループで活躍していた。。1988年の『ストレイト・アウタ・コンプトン (Straight Outta Compton)』はネガティブな報道をされ、さんざん非難されたが、大ヒット・アルバムとなった。歌詞は過激で放送コードに抵触したものが多く、日本語版CDでは対訳はもとより、原詞も割愛されている。音楽メディアや一般メディアからも非難され、社会問題にも発展した。中でも、代表曲「ファック・ザ・ポリス」はFBIから警告が届いたほど過激な曲である。1990年にはグループは、EP「100マイルズ・アンド・ラニング」をリリースした。
人気を集めていたが、メンバー同士の確執が生まれ、1989年に主力メンバーのアイス・キューブが離脱。しかし、グループは「アイド・ラザー・ファック・ユー」を含むセカンド・アルバムもヒットさせた。音楽メディアの中には、彼らを「黒いビートルズ」と形容するメディアも出現し、ファンを喜ばせたり、失笑を買ったりした。1991年には、メイン・プロデューサのドクター・ドレーが離脱し、解散に至った。後にドクター・ドレーはシュグ・ナイトと共にデス・ロウ・レコーズを立ち上げ、ドクター・ドレーらはイージー・Eを厳しく批判した。ドクター・ドレーは1993年に「ナッシン・バット・ア・Gサング」を大ヒットさせ、ギャングスタ・ラップの評価を高めた。
ファースト・アルバム『ストレイト・アウタ・コンプトン (Straight Outta Compton)』は、ローリング・ストーン誌の大規模なアンケートで選出された『オールタイム・ベストアルバム500』に於いて147位にランクイン。オールミュージックは本作に5つ星とAlbumPickUpの最上評価を与えている。

## メンバー
- イージー・E
- MC・レン（英語版）
- DJ・イェラ
- アラビアン・プリンス（英語版）（1988年脱退）
- アイス・キューブ（1989年脱退）
- ドクター・ドレー（1991年脱退）

## ディスコグラフィ

### オリジナル
- ストレイト・アウタ・コンプトン - Straight Outta Compton （1988年） 3x Platinum
- 100マイルズ・アンド・ランニン - 100 Miles and Runnin' （1990年） Platinum
- ニガズ4ライフ - Niggaz4Life （1991年） 2x Platinum

### コンピレーション
- N.W.A・アンド・ザ・ポシ - N.W.A and the Posse （1988年） Gold
- グレイテスト・ヒッツ - Greatest Hits （1996年） Gold
- ザ・N.W.A・レガシー、ボリューム1:1988-1998 - The N.W.A Legacy, Vol. 1: 1988-1998 （1999年） Platinum
- ザ・N.W.A・レガシー、ボリューム2 - The N.W.A Legacy, Vol. 2 （2002年） Gold
- ザ・ベスト・オブ・N.W.A:ザ・･ストレングス・オブ・ストリート・ナレッジ - The Best of N.W.A - The Strength of Street Knowledge （2007年） Gold

## 映画
- ストレイト・アウタ・コンプトン（2015年）